# Петар Христилић
Христилић Петар (Београд, 15. јуни 1880 – Иришки Венац, 6. август 1937) био је српски глумац и редитељ.

## Биографија
Завршио је четири разреда гимназије. Своју глумачку каријеру развијао је од сезоне до сезоне проналазећи ангажмане у великом броју глумачких трупа и позоришта. Бавећи се својом професијом, обишао је целу земљу и његова каријера је била обележена разноликошћу.

###### Позоришне трупе
Као глумац започиње каријеру у разним путујућим позориштима.
Дебитује 1897. године у Путујућем позоришту Владе Поповића у Смедереву, наредне године, дакле, од 1898. до 1899. године наступа  у Путујућој дружини Ђуре Протића, а од 1899. до 1900. године код Петра Крстоношића.

###### Позоришта
- Од 1901. до 1906. године наступа у Нишком позоришту „Синђелић“ и веома кратко о код Петра Ћирића.
- Од 1907. до 1910. године  је ангажован у Народном позоришту у Београду. Том приликом је био ученик Глумачке школе при Народном позоришту 1909. године. Заједно са Александром Златковићем и Теодором Арсеновић чинио је групу најбољих полазника курса.
- Од 1911. до 1912. године  је водио своје путујуће позориште.
- 1912. године је наступао у Повлашћеном позоришту „Трифковић“ под управом Симе Бунића.
- 1913. године  је активан у Повлашћеном позоришту „Тоша Јовановић“ под управом Михаила Лазића Чичка.
- 1914. године је поново водио своју трупу.
- За време Првог светског рата оснивао је заробљеничка позоришта у Хајнрихсгрину у Аустрији и у Нађмеђеру у Мађарској и у њима играо и режирао.
- Од 1918. до 1919. године је опет водио своје, овог пута хумористичко, позориште.
- Од 1921. до 1922. године био је ангажован у Народном позоришту у Скопљу.
- Од 1927. до 1928. године  је са глумицом Олгом Илић управљао Градским позориштем у Лесковцу.
- Од 1930. до 1931. године био је у Народном позоришту у Београду.
- Од 1931. до 1932. године радио је за Српско народно позориштуе у Новом Саду
- Од 1932. до 1933. године имао је уговор у Народном позоришту у Нишу
- Од 1934. до 1935. године поново ради у Српском народном позоришту у Новом Саду.[1][2]

## Глумачке карактеристике
Петар Христилић је био глумац великих и разноврсних стваралачких способности, подједнако се носио са драмским, карактерним и комичним улогама. Високо интелигентан и изузетне даровитости, био је врло емотиван и дубок у доживљају. Будући веома  маштовит, удубљивао се у карактере ликова психолошки. Изоштрене и правилне дикције дубоког регистра, истицао се широком изражајношћу. Био је глумац истинске уметничке снаге и високог потенцијала, али су му прилично неуредан боемски живот и болест током последње деценије живота нарушавали ове квалитете у највећој мери.
Остварио се и као редитељ-педагог, а својим даром, искуством и знањем утицао на уметничко васпитавање и развијање младих глумаца.

## Режије
- Женидба и удадба - Јован Стерија Поповић
- Домаћи учитељ - Милоје Коча
- Деспот Ђурађ Бранковић - Карољ Оберњик

## Улоге
- Дужд од Млетака - Максим Црнојевић, Лаза Костић
- Павле Поповић - Сеоска лола, Еде Тот (Ede Tóth)
- Штинол - Три девојчице, Хајнрих Берте (Heinrich Berté)
- Пијаница - Путем искушења, Радослав М. Веснић
- Габријел Боркман - Габријел Боркман, Хенрик Ибзен
- Јаков Стојановић - Преко мртвих, Душан С. Николајевић[1]
- Јаго - Отело  и Отац Лаврентије - Ромео и Јулија, Вилијам Шекспир
- Харпагон - Тврдица, Молијер
- Плантроз - Париска сиротиња, Едуар Бризбар и Ежен Нис
- Кир Јања, Јован Стерија Поповић
- Хаџи Замфир - Зона Замфирова и Калча - Ивкова слава, Стеван Сремац и др.